# Ruth Norman
Pour les articles homonymes, voir Norman.
Ruth E. Norman (née Ruth Nields le 18 août 1900 et morte le 12 juillet 1993), aussi connue comme Uriel, était un chef religieux américain, qui a co-fondé l'Académie des sciences d'Unarius, basée dans le Sud de la Californie.
Élevée en Californie, Norman ne reçut que peu d'éducation et travailla à un âge précoce dans différents emplois. Dans les années 1940, elle développa un intérêt pour les  phénomènes psychiques et la régression vers les vies passées. Ces activités l'ont conduite à être présentée à Ernest Norman, un médium autoproclamé, en 1954. Il s'est engagé dans le « channeling », la régression vers les vies passées et les tentatives de communication avec des extraterrestres. Ernest fut son quatrième mari, qu'elle épousa au milieu des années 1950.
Ensemble, sur les révélations d'Ernest ils publièrent plusieurs livres et créèrent Unarius, une organisation qui devint plus tard connue comme l'Académie des sciences d'Unarius, formée pour populariser ses enseignements. Le couple donna de nombreux détails sur leurs vies passées et de visites spirituelles à d'autres planètes, formant une mythologie à partir de ces éléments.
Ruth lui succéda, après la mort d'Ernest en 1971, comme chef du groupe primaire et comme médium récepteur. Par la suite, elle commença à publier des récits de ses expériences et révélations. Au début de 1974, elle a prédit qu'une flotte spatiale d'extraterrestres bienveillants, les Frères de l'espace, allait atterrir sur la Terre plus tard dans l'année, ce qui a conduit l'Académie Unarius à l'achat d'une propriété pour servir de site d'atterrissage. Après que les extraterrestres n'apparurent pas, Norman déclara qu'un traumatisme subi dans une vie passée l'avait poussée à faire une fausse prédiction. Dans la foulée, elle loua un bâtiment pour les réunions d'Unarius et chercha à attirer l'attention sur le mouvement en revendiquant l'unification  de la Terre sous une confédération interplanétaire. Elle repoussa plusieurs fois les prévisions de date d'arrivée des Frères de l'espace, avant de la fixer définitivement pour 2001. Sa santé déclina à la fin des années 1980, elle incita ses élèves à essayer de la guérir avec les rituels de régression des vies passées. Malgré sa prédiction de voir des extraterrestres sur Terre de son vivant, Norman est décédée en 1993. Unarius a continué à fonctionner après sa mort, et s'est créé un Conseil d'administration. Depuis les années 2000, les dirigeants se sont concentrés sur l'idée de transformation individuelle conduisant à un changement spirituel de l'humanité.

## Biographie

### Jeunesse et mariages
Ruth Nields est née à Indianapolis, dans l'Indiana, le 18 août 1900. Trois ans plus tard, sa famille a déménagé à Pasadena, en Californie, où son père a travaillé comme tapissier. Elle et ses cinq frères et sœurs ont été élevés là, recevant peu d'instruction. Ayant à travailler très jeune adolescente, elle a travaillé comme emballeuse de fruit et comme femme de ménage. La plupart de ses revenus allait à son père, qu'elle a décrit plus tard comme abusif.
En 1918, elle a épousé un homme du nom de Frank (son nom de famille est inconnu). Ils eurent une fille deux ans plus tard. Le couple a divorcé au début des années 1920 ; Frank obtint la garde de leur fille, que Ruth put également recevoir. Peu de détails concernant la vie de Ruth à partir du milieu des années 1920 jusqu'aux années 1940 sont connus, mais il est  certain qu'elle eut une grande variété d'emplois. Elle a occupé des postes dans plusieurs restaurants et a également travaillé comme modèle, courtier immobilier, gérante de centre de vacances et comme nounou. Dans les années 1940, elle s'inscrit à l'Église de la science religieuse, où elle étudie la Pensée nouvelle selon Ernest Holmes, et est par ailleurs initiée à la guérison psychique au cours de la décennie. Au fil du temps, elle s'est aussi intéressée au spiritisme, au channeling, et à la régression vers les vies passées. Elle épousa en deuxièmes noces Benjamin Arnold dans les années 1940. Ce mariage dura jusqu'à la mort d'Arnold en 1951. Deux ans plus tard, elle se remarie et s'installe à Lancaster, en Californie. Son troisième mari, George Marian, est propriétaire d'une entreprise de livraison que Ruth l'aide à gérer. Dans le milieu des années 1950, elle s'intéresse au jeu théâtral et obtient le rôle principal dans une pièce locale.

### Le mariage avec Ernest Norman
En 1954, lors d'une convention de médiums en Californie, Ruth est présentée à Ernest Norman, qui lui affirme que dans une vie passée, elle a été la fille d'un pharaon d’Égypte et qu'elle a protégé  Moïse. Les membres de l'organisation qu'ils ont plus tard établie, l'Académie des sciences Unarius, affirment que Ernest et Ruth se sont mariés le jour de leur rencontre, et le groupe célèbre l'anniversaire du 14 février 1954. Cependant, Diana Tumminia de l'université d'État de Californie, Sacramento, note dans son étude de 2005 sur le groupe, que Ruth était probablement encore mariée à George Mariale au début de 1954 et suppose que leur divorce a dû être un processus de longue haleine ; Tumminia postule que Ernest et Ruth se sont mariés en 1956.
Ernest croyait qu'il pouvait communiquer avec des extraterrestres et des personnages historiques, transmettant des messages de leur part. En 1954, cherchant populariser ce qu'il reçoit, Ernest et Ruth créent une organisation qu'ils baptisent Unarius, et opèrent à partir de leur domicile en Californie. Après leur mariage, Ruth servit Ernest comme dactylo. Plus tard, elle affirmera en avoir reçu la compétence pendant son sommeil. Elle a enregistré les informations qu'il a canalisées, écrit des livres sur la guérison psychique et décrit des voyages dans le système solaire. Dans les années 1950 et 1960, ils ont attiré plusieurs disciples, dont deux étudiants à qui ils ont ensuite appris à canaliser. L'un des premiers stagiaires était Charles Spiegel, qui, plus tard, a conduit le groupe. De nombreux convertis avaient eu des contacts avec le New Age ou des groupes mystiques, facilitant leur conversion par les Normans.
Les convertis ont été nourris des détails des supposées visites spirituelles d'Ernest et Ruth Norman sur d'autres planètes. Le couple croyait que les êtres humains peuvent lors de ces visites apprendre auprès de grands professeurs, Ernest dit que dans ce contact est tenu le potentiel d'éduquer et de guérir l'humanité. Ernest a également parlé de l'avancement de la science des autres mondes. Le couple a également discuté des révélations au sujet de leurs vies passées, y compris Jésus et Marie de Béthanie parmi leurs dernières identités. Ruth a déclaré qu'elle avait vécu environ 50 vies sur une période de plusieurs millions d'années ; elle se rappelle avoir été plusieurs personnages célèbres ainsi que d'autres moins connus sur Terre, et aussi s'être incarnée sur d'autres planètes et encore d'avoir été un archange. Leur groupe a développé une mythologie des récits qu'Ernest et Ruth ont donnés de ses vies, y compris les histoires de leurs incarnations passées dans l'Atlantide et la Lémurie. Certaines de leurs histoires étaient similaires par parcelles, à celles de livres et de films contemporains, incitant Tumminia à classer leurs croyances comme un pastiche ou un bricolage de la culture environnante.
Ernest et Ruth promouvaient des enseignements millénaristes, de la détention par des êtres plus élevés de la capacité de transformer la Terre et d'élever les dévots à un nouveau niveau d'existence ; le couple détenait le savoir de ce que cette élévation permettrait aux gens de voyager à travers l'espace. Zeller compare leurs doctrines millénaristes à ceux des chrétiens dispensationalistes, notant qu'ils partageait d'utopiques points de vue.

### Le leadership après la mort d'Ernest

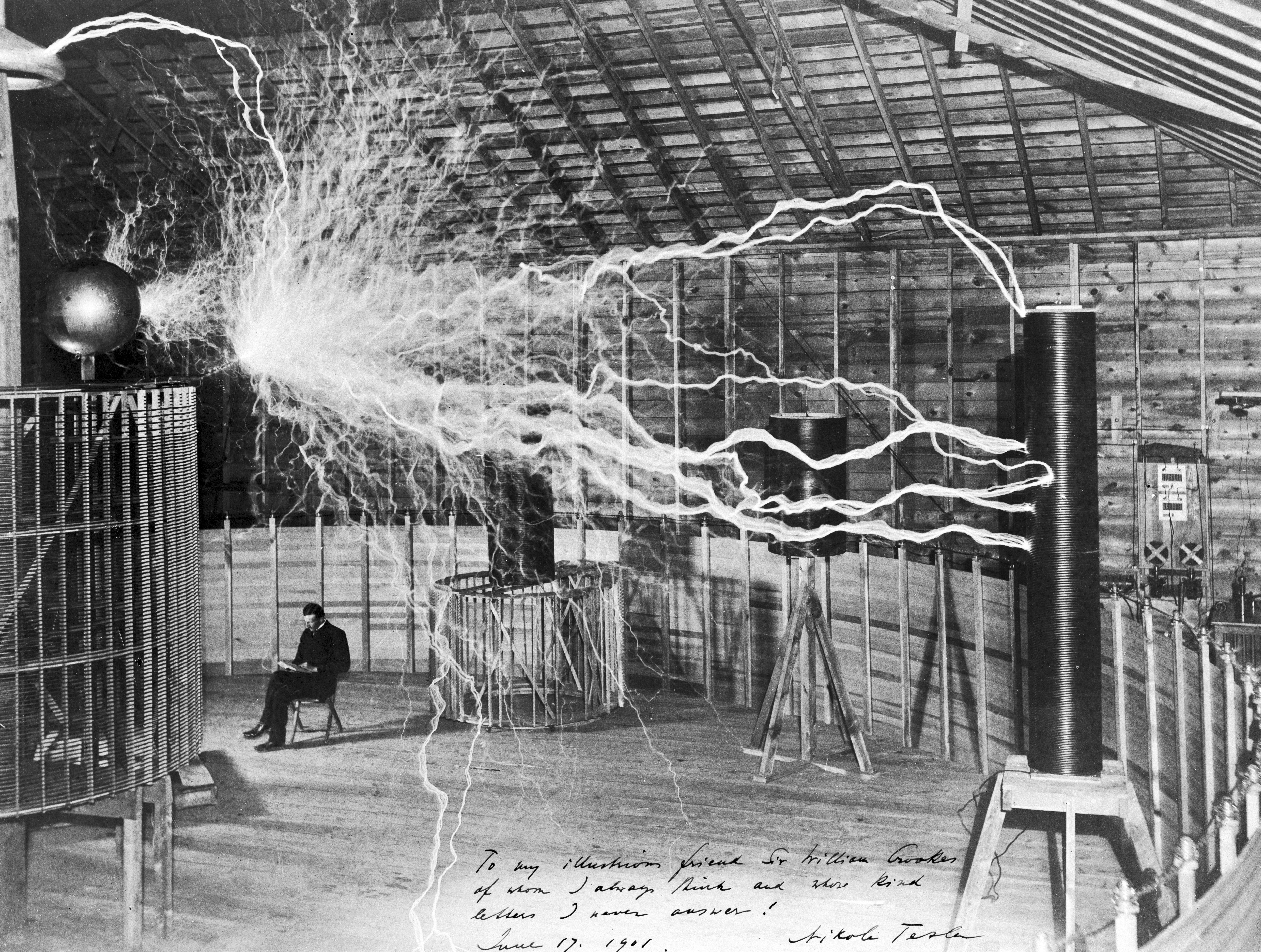
Nikola Tesla, à qui le groupe a attribué plusieurs documents ; une expérimentation en 1899.

Ernest est mort en 1971 ; par la suite, Ruth dirigea leur organisation et en fut le principal médium. Spiegel déménagea à San Diego pour l'aider. Après la mort d'Ernest, Spiegel affirma sa conviction naissante que Ruth était un archange de la « quatrième dimension » nommé Uriel.
En 1972, Ruth Norman a commencé à publier Tesla parle, une série de messages qu'elle a dit avoir reçus de l'inventeur et ingénieur américain Nikola Tesla depuis sa demeure dans l'espace ; elle a déclaré qu'il lui a également relayé des messages provenant des chercheurs Albert Einstein et Louis Pasteur. Norman a affirmé que la tour Tesla détenait des secrets recouvrés par Unarius. Le journaliste américain, Alexander S. Heard soutient que les rumeurs de l’intérêt de Tesla pour les rayons de la mort et l'énergie libre ont attiré l'attention du groupe sur lui. En 1973, Norman a raconté une expérience dans laquelle elle s'est spirituellement marié à l'archange saint Michel dans un temple somptueusement décoré, temple établi sur une autre planète ; l'événement aurait culminé avec son couronnement comme Uriel Reine des archanges, par l'archange Raphaël. Elle et Spiegel ont collecté les événements de la cérémonie au cours de plusieurs jours de visions, et elle a publié ses souvenirs plus tard cette année. Ses élèves par la suite ont désigné Uriel comme un acronyme de « universelle, rayonnante, infinie, éternelle lumière ». Elle et Spiegel ont ensuite reconstitué et rejoué la cérémonie pour ses disciples, et chaque année le groupe a célébré l'anniversaire de l'événement. Après son mariage spirituel, Norman vit sa capacité de chanelling augmentée ce qui lui a permis de contacter d'autres personnages historiques, dont Platon, Tesla, et John F. Kennedy.

### Prophétie et thérapie

#### Première prophétie extraterrestres
Dans un livre publié en mars 1974, Norman prédit que la flotte spatiale d'une « confédération intergalactique » se poserait sur Terre avant décembre 1974. En novembre 1974, accompagnée de quelques-uns de ses élèves, Norman fit l'acquisition d'un terrain de 67 acres (0,27 km2) près de Jamul, en Californie, pour servir de site d'atterrissage aux extraterrestres qu'elle présentait comme les « Frères de l'espace ». À un certain moment en 1974, Norman révisa la date d'arrivée prévue pour la reporter à septembre 1975, relatant et présentant les efforts de la Confédération pour préparer l'humanité à leur arrivée, comme la cause de leur retard. Elle prédit qu'une seule soucoupe volante d'extraterrestres viendrait pour présenter la véracité de leurs enseignements, après quoi 33 autres vaisseaux viendraient à leur tour. Leur but serait de restaurer les enseignements perdus de l'Atlantide sur Terre, ces révélations devant délivrer l'humanité des crimes et des maladies, la conduisant à une ère de progrès et d'apprentissage spirituel. Elle croyait que ce savoir serait transmis par un millier de scientifiques extraterrestres, apportant également des progrès technologiques importants sur Terre, parmi lesquels des ordinateurs à cristaux précisa-t-elle. Norman supposait que les leaders de la Confédération l'emporteraient pour un tour du monde après leur arrivée, et elle s'acheta une nouvelle garde-robe en prévision de l'événement. Par ailleurs, elle prépara une grande bannière pour célébrer leur arrivée, et conclut des accords pour des transports par bus sur le site d'atterrissage, elle informa aussi de ses attentes le National Enquirer, un tabloïd américain. Début septembre 1975, elle délivra un message d'adieu, expliquant qu'elle allait élire domicile sur un vaisseau spatial. Le 22 septembre, néanmoins, elle conclut que l'atterrissage prévu n'aurait pas lieu et expliqua qu'elle revivait en fait un traumatisme d'une vie passée — dans laquelle elle était Isis — où elle fut assassinée peu avant l'atterrissage des extraterrestres. Elle expliqua que les effets de ce traumatisme l'avaient poussée à faire des prédictions erronées. Norman mena le groupe en classes pour leur apprendre comment revivre les événements qui culminèrent dans l'assassinat d'Isis et les emmena sur le site prévu pour l'atterrissage où elle tenta de rafraîchir leur mémoire. Ils recommencèrent à tenir des meetings publics en novembre. Plusieurs disciples doutèrent des explications de Norman ; certains quittèrent le groupe.
En 1975, Norman a utilisé le produit d'une vente à domicile pour la location d'une vitrine qui fut richement décorée pour ses réunions du groupe,. Elle était censée être « l'Esprit de la beauté » et la « Déesse de l'amour » ; et à ce titre, elle s'affirma de connaissance complète de la vérité et avoir la capacité de guérir. Après l'ouverture du nouveau siège social, Norman déclara à ses élèves — et aux médias — qu'elle était un ambassadeur de la Confédération interplanétaire, et, en février 1975, elle ouvrit l'Académie de la parapsychologie, de la guérison et de la science psychique, qui devint rapidement conneu comme l'Académie des sciences Unarius. Le groupe célèbre l'anniversaire de l'union de la Terre et de la Confédération chaque année vers le octobre.

#### Thérapie des vies antérieure et prophéties suivantes
Norman fut la pionnière d'une forme de thérapie des vies antérieures, enseignant à ses disciples comment se rappeler les détails des expériences de leurs incarnations passées,. Ces récapitulations ont contribué à la mythologie du groupe, qui s'est développée au fil du temps avec l'apport des élèves. Les membres d'Unarius se rappelaient parfois des crimes qu'ils avaient commis dans une vie antérieure, y compris d'avoir fait du tort aux incarnations de Ruth Norman. Les élèves ont parfois joué et filmé des scènes de leurs incarnations précédentes, une expérience que les participants ont trouvé thérapeutique ; ils ont cité ces bénéfices comme preuve que ces événements étaient réels,. La thérapie de Norman, selon R. George Kirkpatrick de l'université d'État de San Diego et de Tumminia, diffère de la plupart des thérapies par les vies antérieures New Age dans sa façon d'intégrer ses partisans dans un récit de groupe.
En mars 1976, Norman paria publiquement 4 000 $ avec l'entreprise du jeu anglais Ladbrokes que des extraterrestres atterriraient sur la Terre, dans un délai d'un an, une prédiction qui attira l'attention des médias. Tumminia fait état du fait que Norman n'eut pas de « stress de l'échec » de sa prédiction. En dépit de la publicité négative de l'échec de sa prophétie, de nouveaux membres furent attirés par le groupe. Après avoir perdu le pari, Norman changea la date prévue de l'atterrissage pour 2001 ; elle enseigna ensuite que la fin du 20e siècle coïncidait avec le début d'un nouveau cycle qui serait très bénéfique pour l'humanité,. Les représentants d'Unarius déclarèrent plus tard que les prophéties avaient été mal comprises et que les Frères de l'espace n'étaient pas venus, car l'humanité n'était pas encore prête pour eux. Ils ont fait valoir que les enseignements d'Unarius doivent être compris pour interpréter correctement les déclarations de Norman Ruth. Tumminia écrit qu'ils ont utilisé « la narration adaptative et l'invention narratrice continuelle » pour expliquer l'échec de la prophétie.
Le groupe appréciait la publicité et les médias les ont régulièrement couverts. La plupart des journalistes ont dépeint Unarius comme une curiosité et accentué ses aspects novateurs. Dans la zone proche de leur siège, ils étaient considérés comme un genre inhabituel de groupe avec de strictes normes de comportement. Un écrivain local publia un récit à sensation sur le groupe sous le titre The Gods must be Crazy, Les dieux doivent être fous. Mais, après une entrevue avec Ruth Norman en 1976, Brad Steiger, qui a beaucoup écrit sur le paranormal, donna un bilan positif des Unarius. Norman n'aimait pas les écrits académiques sur son organisation, les voyant comme injustement négatifs,.

### Lesannées 1980et 1990
En 1979, Norman prétendit avoir un nombre non officiel de partisans de plus de 100 000 personnes. Cette année là, elle annonça une promotion spirituelle : elle n'était plus un archange, mais, avec Michiel, un « Seigneur de l'Univers » et un « Prince du royaume ». Elle renomma Spiegel « Antares » en 1984, déclarant qu'il avait vaincu le mal de ses incarnations passées ; par la suite, il commença à être channel[Quoi ?],. En 1986, le groupe disposait d'environ 450 étudiants réguliers pour 5 par classe. À cette époque, Norman a vécu dans une maison à La Mesa, en Californie, avec deux de ses disciples.
Aidée de ses disciples, Norman a inscrit ses enseignements dans près de 80 livres,. Elle écrivit du matériel éducatif conçu pour autonomiser les élèves par l'enseignement sur des sujets tels que la psychologie de la conscience et la maîtrise de soi. Les écrits d'Ernest et Ruth Norman sont vénérés comme texte sacré par les membres de l'Académie Unarius. Le groupe a développé un ensemble de six noyaux de récits sacrés basés sur les vies passées de ses fondateurs, en décrivant leurs événements clés sur la Terre comme sur d'autres planètes. Ces mythes présentent des récits de romance, de guerre, et d'avances scientifiques dans les constellations du Bélier et d'Orion et dans des civilisations anciennes sur Terre. Kirkpatrick et Tumminia font état de l'apparente incohérence du canon unarien vu de l'extérieur, mais de son appréciation comme un corps homogène de littérature par les membres du groupe.
Norman portait une variété de costumes élaborés aux couleurs vives, et a souvent été photographiée par les médias portant des robes au port de style royal, des perruques et tenant un sceptre,,. Elle déclarait que son habillement reflétait les pratiques des extraterrestres, dont les atours disait-elle était plus brillants et plus radieux que les vêtements en vogue sur Terre. Au siège du groupe, elle avait un trône couleur de l'or qui était décoré de plumes de paon. Ses adjoints l'ont aidée à colporter son image médiatique ; Kirkpatrick et Tumminia spéculent sur le fait que son charisme était principalement responsable de l'obtention de publicité pour le groupe.
Les adeptes de Ruth Norman la tenaient en haute estime : de temps en temps certains s'évanouissaient quand elle les touchait et certains pleuraient lorsqu'ils étaient autorisés à la rencontrer,. Ils ont peint plusieurs portraits d'elle, dont un auquel ils prêtaient des pouvoirs de guérison. Selon les étudiants, Norman les guérissait dans leurs rêves  et ils ont parfois signalé avoir eu des visions d'elle. À plusieurs reprises, des membres du groupe ont choisi de renoncer à un traitement contre le cancer, et de faire confiance à Norman pour les guérir. Tumminia dit que Norman était un exemple clair du concept du sociologue allemand Max Weber de l'autorité charismatique. Norman eut parfois des désaccords avec des élèves et excommunia deux assistants proches l'ayant mise en question, même si l'un d'eux fut à nouveau le bienvenu quelques années plus tard. Si la guérison ne fut pas toujours au rendez-vous, la cause en fut parfois attribuée à de la déloyauté envers le leadership. La critique de Norman n'était pas tolérée par le groupe  ; Tumminia décrit le style de leadership de Norman comme « autoritaire bienveillant ».

### Déclin de sa santé et mort
En 1988, Norman s'est cassé une hanche, et sa santé a commencé à décliner. Même si elle avait promis de vivre jusqu'en 2001, la détérioration de sa condition fit penser à ses disciples qu'elle allait mourir avant, ce qui causa à certains détresse et déni. Dans une tentative de l'aider à guérir, les étudiants utilisèrent la régression vers les vies passées pour rafraîchir et renouer leurs interactions avec elle, et certains eurent des difficultés émotionnelles après s'être souvenus d'événements où ils l'avaient rejetée et blessée,. Norman retourne à son rôle de guide en février 1989, ayant récupéré plus vite que prévu, rapidité attribuée aux rituels des incarnations précédentes. Après une période de bonne santé, son état de santé se détériore à nouveau, et elle invite les élèves à reprendre le récit de leurs crimes passés. Norman perd la plupart de son audition et souffre de douleurs chroniques; elle est admise à l'hôpital en décembre 1989, mais pendant l'été suivant, elle était assez bien pour être présente lors d'événements. Elle est presque grabataire dans ses dernières années et est suivie par quelques adeptes. En 1991, elle annonce que les Frères de l'espace lui ont donné la permission de mourir avant leur arrivée prévue en 2001.
Avant sa mort, Norman rencontre chacun de ses disciples ; elle décède le 12 juillet 1993,, et est incinérée. Dans son testament, elle a promis de revenir huit ans après sur Terre, accompagnée par les Frères de l'espace. Les étudiants, dont certains ont été surpris et troublés par sa mort, ont été instruits par les dirigeants de ne pas s'affliger, car elle était dans un état céleste. Certains d'entre eux l'ont pleurée en privé, et quelques-uns ont quitté le groupe. Les affaires de Norman ont été distribuées aux étudiants, certains les portèrent plus tard, lors d'événements.
Après la mort de Ruth Norman, Antares prit la place de leader et transmit des messages d'elle. D'autres plus tard commencèrent à recevoir d'elle, et les enregistrements de ses messages furent joués. Antares est mort en 1999, et une assemblée directoriale[Quoi ?] prit les commandes du groupe et du channeling. Dans les années 2000, les leaders d'Unarius mirent l'accent sur la transformation individuelle, se concentrant sur un changement spirituel graduel de l'humanité,.

## Héritage
Des images de Norman ont été utilisées pour attirer l'attention par certaines personnes extérieures à l'Académie des sciences Unarius. En 1996, un dirigeant de MTV vit une photo de Norman et décida d'utiliser son image dans une campagne de publicité pour les MTV Music Video Awards. Le réseau contacta l'Académie des sciences Unarius, et reçut l'autorisation d'utiliser un sosie dans leurs promotions. En 2000, une image de Norman est présentée sur la couverture du livre Kooks : Un guide sur les limites extrêmes des croyances humaines, un livre sur les personnalités aux croyances en marge.
Après la mort de Norman, la perception de son organisation par l'opinion publique fut fortement influencée par le suicide en masse en 1997 du groupe Heaven's Gate, une religion liée aux extraterrestres dont les membres occupaient une maison à environ 80 km de l'Académie des sciences Unarius. En conséquence du suicide, quelques journalistes et membres du mouvement anti-culte décrivirent Unarius comme un mouvement similaire. Tumminia est en désaccord avec ce portrait, expliquant que les pratiques d'Unarius ne sont pas plus dangereuses que celles de religions établies.